# Coleophora katunella
Coleophora katunella is een vlinder uit de familie kokermotten (Coleophoridae). De wetenschappelijke naam is voor het eerst geldig gepubliceerd in 1991 door Falkovitsh.
De soort komt voor in Europa.